# Éleuthère de Spolète
Pour les articles homonymes, voir Éleuthère.
Éleuthère  de Spolète est un moine italien du VIe siècle. Il est considéré comme saint par les Églises catholique et orthodoxe.

## Biographie
Éleuthère est né au VIe siècle, à une date et dans une ville inconnue. Il entre comme moine dans le monastère Saint-Marc situé près de la ville de Spolète, monastère qu'il aurait lui-même fondé. Après quelques années, sa piété et sa sagesse le font choisir comme abbé du monastère. Sa réputation s'étend, et Grégoire le Grand (qui n'est pas encore pape) le fait venir à Rome pour diriger le monastère dédié à saint André qu'il avait lui-même fondé. Éleuthère est envoyé à Constantinople comme légat du pape. À son retour, il reprend sa charge d'abbé dans le monastère romain. Éleuthère  y reste jusqu'à sa mort qui survient quelque temps avant l'élection de son ami Grégoire comme pape de l’Église catholique. Le corps d'Éleuthère est plus tard ramené dans la ville de Spolète,,.

## Notoriété et Culte
Grégoire Ier a rapporté que l'abbé Éleuthère avait « un don de guérison qu'il exerçait avec humilité, attribuant les miracles à la prière des fidèles ». Il a également loué  la simplicité de cœur et la componction de son ami,. La vie d'Éleuthère nous est connue grâce aux écrits de saint Grégoire le Grand qui le mentionne à plusieurs reprises dans ses Dialogues, vantant ses vertus et le présentant comme l'auteur de plusieurs miracles.
Si Éleuthère était déjà vénéré comme saint au VIIIe siècle, son inscription dans le martyrologe romain est plus tardive.
Il est toujours considéré comme saint et sa mémoire est célébrée le 6 septembre dans l’Église catholique,.